# Dedeleben
Dedeleben is een plaats en voormalige gemeente in de Duitse deelstaat Saksen-Anhalt, en maakt deel uit van de Landkreis Harz.
Dedeleben telt 1.174 inwoners.